# 周安 (清朝)
周安（?—?），廣西省桂林府靈川縣人，清朝政治人物、同進士出身。
光緒九年（1883年），参加癸未科殿試，登進士三甲105名。同年五月，著以主事分部学习。